# Юань Ко
Юань Ко (кит.: 元廓; піньїнь: Yuán Kuò; 537-557) — останній імператор Західної Вей з Північних династій.

## Життєпис
Зійшов на престол 554 року після повалення та вбивства його брата, Юань Ціня. Його влада залишалась номінальною, натомість реальна була зосереджена в руках генерала Юйвень Тая. 556 року, після смерті останнього, його племінник Юйвень Ху змусив імператора Юань Ко зректись престолу на користь Юйвень Цзюе — сина Юйвень Тая, який заснував нову династію — Північну Чжоу. Таким чином династія Західна Вей припинила своє існування. Колишнього імператора Юань Ко було вбито 557 року.